# Ghost in the Shell (videogioco)
Ghost in the Shell è un videogioco per PlayStation del 1997 basato sia sul manga originale Ghost in the Shell di Masamune Shirow che sull'omonimo film d'animazione anime (a sua volta tratto dal manga).
Le sequenze animate a cui si assiste durante il gioco sono state prodotte da Production I.G, già produttrice delle animazioni di tutti gli adattamenti di Ghost in the Shell (due film cinematografici, due serie TV e uno special TV).

## Modalità di gioco
Il giocatore impersona il piccolo carro armato poliziesco tipico del mondo di GitS, il Fuchikoma, e ne utilizza le abilità per combattere, scalare muri e muoversi sui soffitti. È possibile giocare selezionando a scelta la visuale in prima o in terza persona. Ogni livello si sviluppa in due parti, la prima in cui combattere i normali nemici e completare i diversi obbiettivi che si presentano, e la seconda, dove distruggere il boss finale del quadro. Ci sono anche varianti sul tema come i livelli a "movimento forzato", dove, percorrendo un percorso prestabilito dal videogioco stesso, ci si ritroverà a sparare e a schivare nemici lungo un grosso tratto di mare e su di una tortuosa autostrada (tutto sempre in movimento ovviamente).